# Karl Nickel

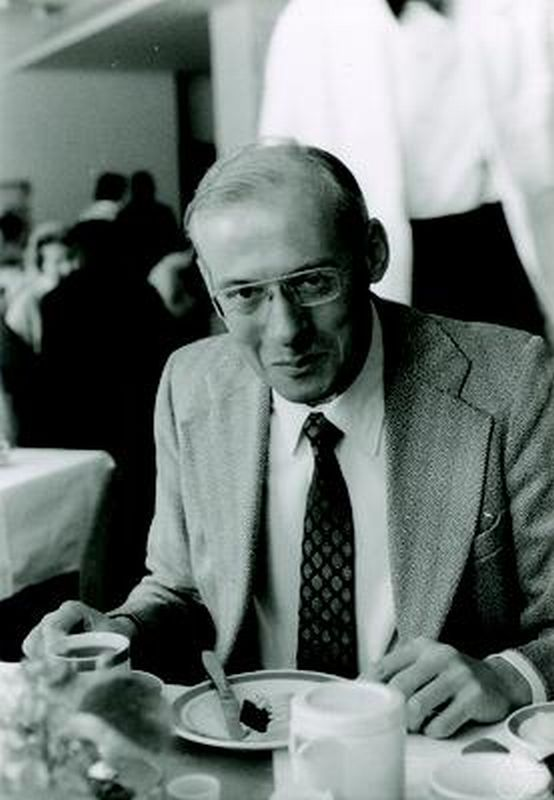
Karl Nickel, Halle 1974

Karl Leberecht Emil Nickel (* 9. Februar 1924 in Tübingen; † 1. Januar 2009 in Freiburg im Breisgau) war ein deutscher Mathematiker, der sich mit Numerischer Mathematik befasste (Intervallarithmetik).

## Leben
Nickel studierte nach Kriegsdienst im Zweiten Weltkrieg und Kriegsgefangenschaft Physik und Mathematik in Göttingen und Tübingen mit dem Mathematikdiplom 1948 und wurde 1949 an der Eberhard-Karls-Universität Tübingen bei Hellmuth Kneser promoviert (Lösung eines speziellen Minimumproblems). Danach war er Assistent in Tübingen und 1950/51 an der Universität Stuttgart. 1951 bis 1955 war er in der Flugzeugentwicklung in Córdoba in Argentinien und danach an der TU Braunschweig und der Universität Karlsruhe, an der er sich 1958 habilitierte (Einige Eigenschaften von Lösungen der Prandtlschen Grenzschicht-Differentialgleichungen), 1961 außerordentlicher und 1962 ordentlicher Professor für Numerische Mathematik und Großrechenanlagen wurde und Direktor des Instituts für Angewandte Mathematik. Schon 1958 gab er in Karlsruhe Kurse in Informatik und war in Karlsruhe 1968 Gründungsdirektor des Instituts für Informatik. Ab 1976 war er Direktor des Instituts für Angewandte Mathematik an der Albert-Ludwigs-Universität Freiburg. 1989 wurde er emeritiert.
Ab den 1960er Jahren gründete er eine Schule für Intervallarithmetik in Karlsruhe und später in Freiburg, womit er in Deutschland mit den Schulen von Fritz Krückeberg in Bonn und Ulrich Kulisch in Karlsruhe führend war.
Er organisierte Kurse in Intervallarithmetik in Oberwolfach und drei internationale Konferenzen in Karlsruhe 1975 und in Freiburg 1980 und 1985 und gab die entsprechenden Sammelbände heraus. 1978 bis 1987 gab er die Freiburger Intervall-Berichte heraus. Er war Gründer und Vorsitzender des GAMM-Komitees für Intervallarithmetik.
Er war passionierter Motorsegler und entwickelte Ultraleichtflugzeuge. Mit seinem Doktoranden Michael Wohlfahrt (* 1960) schrieb er ein Lehrbuch, das den Berblinger-Preis der Stadt Ulm erhielt und das inzwischen als das Standardwerk für Nurflügel-Interessierte gilt.
Unter dem Pseudonym KLEN (seine abgekürzten Vornamen) veröffentlichte er Gedichte wie Palmström als Programmierer (nach der Figur der Galgenlieder von Christian Morgenstern) und Schüttelreime.
Er hatte eine Ehrenprofessur an der Lianoning Universität in Shenyang und war Mitglied der Leopoldina.

## Schriften
- Über die Notwendigkeit einer Fehlerschranken-Arithmetik in Rechenautomaten. In: Numerische Mathematik. Bd. 9, Nr. 1, 1966, S. 69–79 (Digitalisat).
- Algol-Praktikum. Eine Einführung in das Programmieren. Braun, Karlsruhe 1964, (2., erweiterte Auflage. Braun, Karlsruhe 1971, ISBN 3-7650-1204-1).
- Klen (d. i.: Karl Nickel): Palmström als Programmierer oder probieren geht über programmieren. Unter Benutzung von Christian Morgensterns Galgenliedern und Palmströmgedichten nebst Palma Kunkel und Gingganz und eines Sonetts von Rainer Maria Rilke. Hanser, München u. a. 1977, ISBN 3-446-12334-2.
- als Herausgeber: Interval Mathematics. Proceedings of the International Symposium, Karlsruhe, West Germany, May 20–24, 1975 (= Lecture Notes in Computer Science. 29). Springer, Berlin u. a. 1975, ISBN 3-540-07170-9.
- als Herausgeber: Interval Mathematics. 1980. (Proceedings of an International Symposium on Interval Mathematics. Held at the Institut für Angewandte Mathematik, Universität Freiburg i. Br., May 27–31, 1980). Academic Press, New York NY u. a. 1980, ISBN 0-12-518850-1.
- als Herausgeber: Interval Mathematics 1985. Proceedings of the International Symposium Freiburg i. Br., Federal Republic of Germany September 23–26, 1985 (= Lecture Notes in Computer Science. 212). Springer, Berlin u. a. 1986, ISBN 3-540-16437-5.
- Klen (d. i.: Karl Nickel): Schüttelreime selbst gemacht. Eine Einführung in die Theorie und Praxis des Schüttelreimens (= Schüttelreime heute. Bd. 6). Lax, Hildesheim 1987, ISBN 3-7848-8255-2.
- mit Michael Wohlfahrt: Schwanzlose Flugzeuge. Ihre Auslegung und ihre Eigenschaften (= Flugtechnische Reihe. Bd. 3). Birkhäuser, Basel u. a. 1990, ISBN 3-7643-2502-X (In englischer Sprache: Tailless Aircraft in Theory and Practice. American Institute of Aeronautics and Astronautics, Washington DC 1994, ISBN 1-56347-094-2).
- Klen (d. i.: Karl Nickel) als Herausgeber: Schüttelsprüche. Eine Anthologie über geschüttelte Sprichwörter, Lebensregeln und -weisheiten, Sinnsprüche, Reflexionen, Gebote und Maximen. Von über 87 Autoren aus mehr als hundert Jahren in insgesamt 775 Schüttel-Versen und Schüttel-Gedichten (= Schüttelreime heute. Bd. 13). Lax, Hildesheim 1995, ISBN 3-8269-8262-2.